# Alan Marangoni
Alan Marangoni (né le 16 juillet 1984  à Lugo, dans la province de Ravenne en Émilie-Romagne) est un coureur cycliste italien, professionnel entre 2009 et 2018. 

## Biographie
En 2017, il rejoint l'équipe Nippo-Vini Fantini-Europa Ovini. Le 11 novembre 2018, il gagne le Tour d'Okinawa, la dernière course de sa carrière, puisqu'il prend sa retraite à l'issue de la course.

## Palmarès sur route

### Par années
- 2005
  -  Champion d'Italie du contre-la-montre espoirs
  - 2e de Milan-Busseto
- 2006
  - Trofeo Gandolfi
  - Mémorial Carlo Valentini
  - Mémorial Davide Fardelli
  - 3e de la Coppa San Bernardino
- 2007
  - Giro della Valcavasia
  - Mémorial Umberto Drei
  - 3e de la Coppa d'Inverno
- 2008
  - 5e étape du Tour du Frioul-Vénétie julienne
  - Trophée Rigoberto Lamonica
  - Tour de la province de Padoue
  - 2e de la Coppa Caduti di Reda
  - 2e du Gran Premio Ezio Del Rosso
  - 3e de la Coppa Belricetto
- 2011
  - 3e du championnat d'Italie du contre-la-montre
- 2014
  - 3e du championnat d'Italie du contre-la-montre
- 2016
  - 1re étape du Czech Cycling Tour (contre-la-montre par équipes)
- 2018
  - Tour d'Okinawa

### Résultats sur les grands tours

#### Tour de France
1 participation
- 2013 : 111e

#### Tour d'Italie
5 participations
- 2010 : 107e
- 2011 : 142e
- 2013 : 114e
- 2014 : 137e
- 2015 : 131e

#### Tour d'Espagne
1 participation
- 2011 : 138e

### Classements mondiaux
| Année                                 | 2006 | 2007  | 2008 | 2009 | 2010 | 2011 | 2012 | 2013 | 2014 | 2015 | 2016  | 2017 | 2018  | 2019  |
| ------------------------------------- | ---- | ----- | ---- | ---- | ---- | ---- | ---- | ---- | ---- | ---- | ----- | ---- | ----- | ----- |
| UCI World Tour                        |      |       |      |      |      | nc   | nc   | nc   | nc   | 184e | nc    | nc   | nc    |       |
| Classement mondial                    |      |       |      |      |      |      |      |      |      |      | 2711e | 802e | 2085e | 1334e |
| UCI Europe Tour                       | 968e | 1443e | 440e | 884e | nc   |      |      |      |      |      | 1822e | nc   | 1566e | 917e  |
| UCI Asia Tour                         | nc   | nc    | nc   | nc   | nc   |      |      |      |      |      | nc    | 90e  | 549e  |       |
|                                       |      |       |      |      |      |      |      |      |      |      |       |      |       |       |
| Légende : nc = non classéSource : UCI |      |       |      |      |      |      |      |      |      |      |       |      |       |       |

## Palmarès sur piste

### Championnats d'Italie
| - 2003 - 2e de la poursuite par équipes - 2004 - 2e de la poursuite par équipes - 2e de la poursuite individuelle - 2005 - Champion d'Italie de poursuite individuelle - 3e du scratch - 2006 - Champion d'Italie du scratch - 2e de la poursuite par équipes - 2e de la poursuite individuelle | - 2007 - Champion d'Italie de course derrière derny - 3e de la poursuite par équipes - 3e de la course aux points - 2008 - 2e de la course derrière derny - 3e du scratch |